# 洗腦 (喬治·哈里森專輯)
《洗腦》是英國歌手乔治·哈里森的第十二張，也是最後一張錄音室專輯。專輯在哈里森去世近一年，以及距離上一張專輯《Cloud Nine》發行已有15年之久的2002年11月18日發行。專輯的錄音工作在哈里森去世前十多年開始，但卻受到多次延遲，最終由哈里森的兒子達尼、鼓手吉姆·凱特納以及長年好友兼合作夥伴傑夫·琳恩完成後製配樂。
《洗腦》在美國和英國分別進入前20名及前30名，而且獲得大量好評。專輯包含《Stuck Inside a Cloud》、《Any Road》和純音樂《Marwa Blues》等歌曲。專輯獲提名第46屆葛萊美獎的最佳流行演唱專輯；當中哈里森憑《Any Road》獲提名最佳流行男歌手，而《Marwa Blues》則獲得最佳流行演奏獎項。

## 歷史

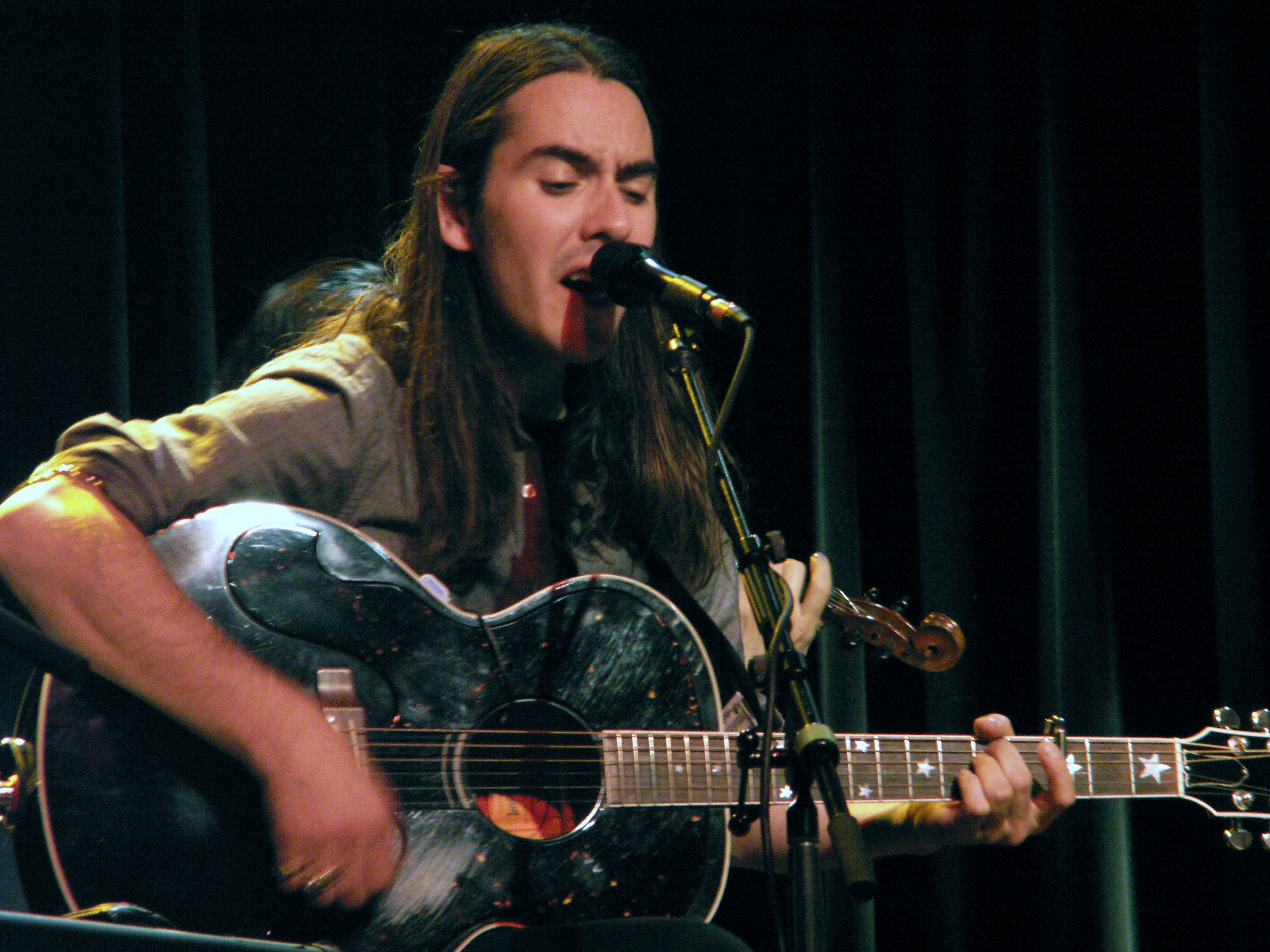
達尼·哈里森，為喬治·哈里森的兒子，作為音樂人也是專輯製作人之一。

哈里森早於1988年開始錄製《洗腦》的歌曲（在拍攝專輯《Cloud Nine》的主打歌之一《This is Love》的音樂錄影帶期間創作《Any Road》），並在接下來的約十多年間分散進行製作。由於哈里森前經理人丹尼斯·奧布賴恩（Denis O'Brien）的業務問題、與Traveling Wilburys和拉維·香卡的合作及有關記錄片《The Beatles Anthology》等工作，導致專輯進度推遲。在1999年的一次採訪中，哈里森宣布了他的下一張專輯的標題為《Portrait of a Leg End》，並演唱了《Valentine》、《Pisces Fish》和《Brainwashed》。在2001年重新發行《All Things Must Pass》的促銷活動中，哈里森開玩笑說專輯的名字將是《Your Planet Is Doomed – Volume One》。在1999年12月30日遭受偏執型精神分裂症的男子襲擊而休養生息後，哈里森專注於完成專輯，並與兒子達尼分享了由從完成的歌曲的聲音到專輯的藝術品等所有細節的想法，最終這些成為非常有價值的信息。
哈里森在1997年成功戰勝喉癌；在2001年，他接受一項從部分肺部清除癌變的手術，並進行了肺癌遠端轉移到腦部的放射治療。當哈里森得知這是不可逆轉的情況後，他、達尼與老搭檔琳恩一起進一步處理專輯的歌曲，直到哈里森無法處理為止。哈里森在專輯的最後工作是在他去美國接受癌症治療之前在瑞士的一家錄音室進行的。 2001年11月29日哈里森去世，留下未完成的專輯，但達尼和琳恩在他在生前的指導下繼續完成專輯的製作。
在離開專輯製作的幾個月後，琳恩和達尼都回到了哈里森的最後一首歌的創作，並根據作曲添加了適當的樂器。如此接近完成的進度使兩人能使用喬治本人最初計劃的確切時間表和會議預訂。經過14年的無限期延遲和一些艱難但有意義的會議後，這項工作和哈里森的最後一張專輯一起完成了。

## 發行及評價
| 綜合得分         | 綜合得分 |
| 來源             | 評分     |
| ---------------- | -------- |
|                  | 77/100   |
| 評論得分         |          |
| 來源             | 評分     |
| AllMusic         | [ 14 ]   |
| 影音俱樂部       | 喜愛     |
| 《告示牌》       | 一流     |
| entertainment.ie | [ 17 ]   |
| 《娛樂週刊》     | B+       |
| 《洛杉磯時報》   | [ 19 ]   |
| Music Story      | [ 20 ]   |
| PopMatters       | 喜愛     |
| 《滾石雜誌》     | [ 22 ]   |
| 《舊金山紀事報》 | 4/5      |
| 《Uncut》        | [ 24 ]   |

《洗腦》以LP專輯和雷射唱片發行。還發行了限量版CD盒，其中包含專輯封面海報、黑馬標誌貼紙、印有哈里森簽名的吉他撥片以及一張附有約7分鐘，介紹專輯製作過程的DVD。值得一提的是專輯內頁引用了《博伽梵歌》中的一句話: 「你和我從來沒有不存在的時候。當我們停止存在時，也不會有任何未來（There never was a time when you or I did not exist. Nor will there be any future when we shall cease to be.）」專輯在美國的排名是第18名，在英國則排名第29名。單曲《Any Road》在2003年5月登上英國單曲排行榜第37名。在專輯發行的同時，音樂界於正值哈里森去世一周年之際，在倫敦皇家阿爾伯特音樂廳舉行「紀念喬治演唱會」，以向哈里森致敬。
在2004年，《Marwa Blues》獲得第46屆葛萊美獎最佳流行演奏獎項，麥卡尼在同年表示《Marwa Blues》是他其中一首歷來最愛的歌曲；而專輯獲提名最佳流行演唱專輯，以及憑《Any Road》獲提名最佳流行男歌手。在2009年，《洗腦》的其中3首歌《Any Road》、《Marwa Blues》和《Rising Sun》被收錄於哈里森個人音樂生涯總集《Let It Roll: Songs by George Harrison》。
《洗腦》於發行後得到了大多數好評。在Metacritic𥚃，基於16條主流評論員的評價，給專輯打出77分（100分滿分），意味專輯「總體上令人滿意」。《Uncut》的尼克·哈斯德（Nick Hasted）寫道：「這是自保羅·麥卡尼在1989年發行的《Flowers in the Dirt》之後，披頭四成員最好的個人唱片。」儘管哈斯德發現「某種單調的聲音逐漸蔓延到尾聲」，但他也表示：「哈里森的歌曲和歌唱代表著形式的爆發。」
《AllMusic》的史蒂芬·托馬斯·艾爾維恩先寫道基於哈里森的專輯經常不一致，以及與哈里森的簡單而低調相反，琳恩偏愛華麗的電影作品的想法，而認為《洗腦》的成功並非必然。其後艾爾維恩形容專輯為「安靜、微妙的寶石；親切、有見地且輕巧」，並表示哈里森的音樂成功觸動人的內心；更認為所有人可以在這張溫暖、擁有享受生活而又不失那令人擔憂的黑色幽默的專輯尋找到哈里森對死亡的想法。他更寫道哈里森在專輯主要是通過演奏大量的烏克麗麗和吉他放鬆自己。最後艾爾維恩認為《洗腦》在每個方面都比（約翰·藍儂生前最後一張專輯）《Double Fantasy》好，甚至在說再見的形式都更為甜蜜。
在2019年，尼克·德雷索（Nick DeRiso）在一個哈里森個人專輯排行榜將《洗腦》評為第4名，僅次於《All Things Must Pass》、《Living in the Material World》以及《Cloud Nine》，並認為琳恩決定完成這張專輯時，令人無法不期待它會變成什麼樣。而2020年由達米安·法納利（Damian Fanelli）製作的排行榜中則為第2名，並評論專輯與《All Things Must Pass》有著相同的背景，但《洗腦》主要是由原聲吉他和滑音管吉他填充。
達尼於2002年一次訪問表示「專輯對我而言很宣洩」，並說道：「這是在正確的時間完成的。我處理了很多這樣的事情，並且從未迴避過去幾年發生的任何現實事件。錄音很棒，也真的很傷心。在他去世後不久就這樣做是一件非常積極的事情。」琳恩後於2020年仔細思考這張專輯：「哈里森的一生就是那些最後的歌，他每天都在做的事情，就像在泰晤士河騎馬。很多非常個人化的東西，其中一些真的很好。我們（琳恩和達尼）逐漸將它們（專輯和當中的歌曲）填充。這只是將它們混合併使它們聽起來像喬治想要它們。您只需要遵循自己的直覺即可。 」 

## 演奏人員
下列名單出自Music Alphabet。
- 喬治·哈里森：主音 (《Marwa Blues》除外)、原聲吉他（曲目1、3-5、7-9、11和12)、電子吉他（曲目3、4、8和9)、貝斯（曲目3和12)、滑音管吉他（曲目1、2、5-7和12)、感聲吉他（英语：Dobro）（曲目11)、烏克麗麗（曲目2、3、10和11)、班卓烏克麗麗（英语：Banjo uke） (曲目1)、鍵盤 (曲目6和11) 、和音 (曲目2-5、7-9、11和12)
- 傑夫·琳恩：貝斯 (曲目1、2、4、5、7-9和11)、電子吉他 (曲目2、3、5、7和12)、原聲吉他 (曲目2、4、6、8和12)、鋼琴（曲目1、4、5、7和9)、電子琴 (2)、鍵盤 (曲目3、6和12)、敲擊樂器 (3)、和音 (曲目1、2、4和12)
- 達尼·哈里森：原聲吉他 (曲目2、4、6、8和12)、電子吉他 (曲目1、3和4)、沃立舍電子鋼琴（英语：Wurlitzer electric piano） (曲目5和7)、和音(曲目1、2、8和12)
- 吉姆·凱特納：鼓 (《Marwa Blues》和《Between the Devil and the Deep Blue Sea》除外）

附加人員
- 邁克·莫蘭（Michael Moran） – 鍵盤（3)
- 馬克·曼（Marc Mann） – 鍵盤（3)、弦樂器（曲目5和6)
- 雷·庫珀（Ray Cooper） – 敲擊樂器 (6)、鼓 (10)
- 喬爾斯·霍蘭德（Jools Holland） – 鋼琴 (10)
- 馬克·弗拉納根（Mark Flanagan）– 主音原聲吉他 (10)
- 喬·布朗（Joe Brown）– 原聲吉他 (10)
- 赫比·福勞爾（Herbie Flowers） – 貝斯 (10)、大號（10)
- 比克蘭·戈什（Bickram Ghosh） – 塔布拉鼓（12)
- 瓊·洛德 – 鋼琴 (12)
- 山姆·布朗（Sam Brown）– 和音 (12)
- 簡·李斯特（Jane Lister）– 豎琴（12)
- 伊莎貝拉·波斯華斯嘉（Isabella Borzymowska）– 朗讀《波顛闍利的瑜伽經（The Yoga Aphorisms of Patanjali) 》的《如何認識神》部分（12）

## 曲目
除已標注，所有歌曲均由哈里森創作。
| 《洗腦》 | 《洗腦》                                | 《洗腦》                       | 《洗腦》 |
| 曲序     | 曲目                                    | 備註                           | 时长     |
| -------- | --------------------------------------- | ------------------------------ | -------- |
| 1.       | Any Road                                |                                | 3:52     |
| 2.       | P2 Vatican Blues (Last Saturday Night)  |                                | 2:38     |
| 3.       | Pisces Fish                             |                                | 4:50     |
| 4.       | Looking for My Life                     |                                | 3:49     |
| 5.       | Rising Sun                              |                                | 2:51     |
| 6.       | Marwa Blues                             |                                | 3:40     |
| 7.       | Stuck Inside a Cloud                    |                                | 4:04     |
| 8.       | Run So Far                              |                                | 4:05     |
| 9.       | Never Get Over You                      |                                | 3:26     |
| 10.      | Between the Devil and the Deep Blue Sea | 原作者為泰德·科勒和哈羅德·阿倫 | 2:34     |
| 11.      | Rocking Chair in Hawaii                 |                                | 3:07     |
| 12.      | Brainwashed                             |                                | 6:07     |

## 榜單成績
| 榜单（2002–03年）                 | 最高排位 |
| --------------------------------- | -------- |
| 奧地利專輯榜（奧地利Ö3）          | 62       |
| 丹麥專輯榜（Hitlisten）           | 19       |
| 法国专辑榜（SNEP）                | 45       |
| 德國專輯榜（Offizielle Top 100）  | 17       |
| 日本專輯榜（Oricon公信榜）        | 21       |
| 挪威專輯榜（VG-lista）            | 9        |
| 瑞典专辑榜（Sverigetopplistan）   | 18       |
| 瑞士專輯榜（Schweizer Hitparade） | 58       |
| 英國專輯榜（OCC）                 | 29       |
| 美國《告示牌》二百強專輯榜        | 18       |

## 銷售及認證
| 地區                     | 认证 | 认证单位/销量 |
| ------------------------ | ---- | ------------- |
| 加拿大（加拿大音乐协会） | 金   | 50,000^       |
| 日本（Oricon公信榜）     | —    | 34,000        |
| 英国（英国唱片业协会）   | 金   | 100,000^      |
| 美国（美國唱片業協會）   | 金   | 500,000^      |
| 總計                     |      |               |
| 全世界                   | —    | 1,000,000     |
| ^僅含認證的出貨量        |      |               |

## 註腳
注譯
1. ↑  《Valentine》一曲最終並沒有以任何形式發行。
2. ↑  原文：The album was very cathartic for me. As I said, it was done at the right time. I dealt with a lot of this as it happened and never shied away from any of the reality of what's been happening over the last few years. Doing the recordings was great and wonderful and really sad as well. It was a very positive thing to have done so soon after his death.
3. ↑  原文：His life was in those final songs, the things he got up to each day, like riding down the River Thames. Lots of very personal stuff. Some of them are really good. We gradually just filled them in. It was just about mixing them and making them sound like George would like them. You just had to go with your gut feeling.

來源
1. ↑  . 佳佳唱片行.   [2020-07-18]. （原始内容存档于2020-07-18）.
2. 1 2  . The New York Times. 16 January 2013  [24 December 2008]. （原始内容存档于2009-02-11） （英语）.
3. 1 2 3  Reed, Ryan. . UltimateClassicRock.   [2020-07-16]. （原始内容存档于2021-01-18）.
4. ↑  Shapiro 2002，第180頁.
5. ↑  Shapiro 2002，第190頁.
6. ↑  Huntley, pp. 309–10.
7. ↑  .   [2020-07-15]. （原始内容存档于2021-11-13）.
8. ↑  .   [2020-07-16]. （原始内容存档于2021-03-19） （英语）.
9. ↑  Lyall, Sarah. . New York Times. 31 December 1999  [2010-02-22]. （原始内容存档于2010-07-04） （英语）.
10. ↑  Jury, Louise. . The Independent (London). 2001-05-04  [2010-02-22]. （原始内容存档于2011-08-23） （英语）.
11. ↑  Carpenter, Jeff. . ABC News. 9 November 2001  [2010-02-22]. （原始内容存档于2011-06-04） （英语）.
12. ↑  Leng 2006，第289頁.
13. 1 2  . Metacritic.   [2011-10-01]. （原始内容存档于2017-04-13）.
14. 1 2  洗腦 (喬治·哈里森專輯)在Allmusic上的頁面
15. ↑  Phipps, Keith. . The A.V. Club. 22 November 2002  [2014-08-14]. （原始内容存档于2016-03-04）.
16. ↑  Zupp, Adrian. . Billboard: 19. 30 November 2002  [2014-11-26].
17. ↑  Lynch, Andrew. . entertainment.ie. 2 December 2002  [2012-02-09]. （原始内容存档于2014-03-30）.
18. ↑  Sinclair, Tom. . Entertainment Weekly. 22 November 2002  [2014-11-28]. （原始内容存档于2014-11-29）.
19. ↑  Hochman, Steve. . Los Angeles Times. 18 November 2002  [2011-10-01]. （原始内容存档于2018-11-18）.
20. ↑  Decoene, Pricilia. . Music Story.   [2016-11-29]. （原始内容存档于6 October 2015）.
21. ↑  Glauber, Gary. . PopMatters. 13 December 2002  [2011-08-07]. （原始内容存档于2002-12-31）.
22. ↑  Fricke, David. . Rolling Stone. 12 December 2002  [19 February 2012]. （原始内容存档于2013-12-06）.
23. ↑  Selvin, Joel. . San Francisco Chronicle. 17 November 2002  [2016-01-30]. （原始内容存档于2020-02-01）.
24. 1 2  Hasted, Nick. . Uncut: 134. December 2002.
25. ↑  .   [2020-07-15]. （原始内容存档于2020-10-04）.
26. ↑   (CD booklet). George Harrison. Dark Horse Records: 10. 2017.
27. ↑  .   [2020-07-14]. （原始内容存档于2020-02-25）.
28. ↑  .   [2020-07-15]. （原始内容存档于2020-10-19）.
29. ↑  麥卡尼將《Marwa Blues》收錄於個人最喜愛歌曲合輯《Paul McCartney's Glastonbury Groove》。
30. ↑  .   [2020-07-16]. （原始内容存档于2021-01-16） （英语）.
31. ↑  .   [2020-07-16]. （原始内容存档于2020-10-24） （英语）.
32. ↑  .   [2020-04-23]. （原始内容存档于2020-07-13） （英语）.
33. ↑  .   [2020-07-15]. （原始内容存档于2020-08-24）.
34. ↑  . austriancharts.at.   [2011-10-01]. （原始内容存档于2012-02-29） （德语）.
35. ↑  . danishcharts.dk.   [2011-10-01]. （原始内容存档于2020-06-04）.
36. ↑  . lescharts.com.   [2011-10-01]. （原始内容存档于2021-02-07） （法语）.
37. ↑  . Media Control.   [2011-09-23]. （原始内容存档于2021-05-14） （德语）.
38. ↑  . Oricon Style.   [2011-10-01]. （原始内容存档于2013-10-26） （日语）.
39. ↑  . norwegiancharts.com.   [2011-10-01]. （原始内容存档于2021-02-25）.
40. ↑  . swedishcharts.com.   [2011-10-01]. （原始内容存档于2020-06-25）.
41. ↑  . hitparade.ch.   [2011-10-01]. （原始内容存档于2013-12-05） （德语）.
42. ↑  . Official Charts Company.   [2011-08-07]. （原始内容存档于2020-04-25）.
43. ↑  . Billboard.   [2011-10-01]. （原始内容存档于2011-02-17）.
44. ↑  . Music Canada （英语）.
45. ↑  . 30 December 2007  [2009-12-05]. （原始内容存档于14 February 2012） （日语）.
46. ↑  . Roppongi, Tokyo: Oricon Entertainment. 2006. ISBN 4-87131-077-9.
47. ↑  . British Phonographic Industry （英语）.
48. ↑  . Recording Industry Association of America （英语）.
49. ↑   (PDF). EMI Group Annual Report 2003: 18/96.   [2011-08-31]. （原始内容 (PDF)存档于2016-03-04）.